# Taylor-tétel
A matematikai kalkulusban a Taylor-tétel egy módszert ad arra, miként lehet polinomfüggények segítségével egy szabadon megválasztott kezdőpontból kiindulva közelítést adni bármely, abban a pontban kellően kellően sokszor differenciálható függvényre. A kezdőponttól távolodva a közelítés egyre pontatlanabb lesz, a pontatlanság mértékét egy ún. maradéktag segítségével becsülhetjük.

## Taylor tétele egyváltozós valós függvényekre
Ha az {\displaystyle f\colon \mathbb {R} \rightarrow \mathbb {R} } függvény {\displaystyle {n}}-szer differenciálható az {\displaystyle a\in \mathbb {R} } pontban, akkor:
```

  

    

      

        
f

        
(

        
x

        
)

        
=

        
f

        
(

        
a

        
)

        
+

        

          
(

          

            
x

            
−

            
a

          

          
)

        

        
⋅

        

          
f

          
′

        

        
(

        
a

        
)

        
+

        
⋯

        
+

        

          

            

              

                
(

                

                  
x

                  
−

                  
a

                

                
)

              

              

                
n

              

            

            

              
n

              
!

            

          

        

        
⋅

        

          
f

          

            
(

            
n

            
)

          

        

        
(

        
a

        
)

        
+

        

          
R

          

            
f

            
,

            
a

          

        

        
(

        
x

        
)

      

    

    
{\displaystyle f(x)=f(a)+\left(x-a\right)\cdot f'(a)+\dots +{\frac {\left(x-a\right)^{n}}{n!}}\cdot f^{(n)}(a)+R_{f,a}(x)}

  

```

Az {\displaystyle {R}} maradék egzakt integrál alakja: {\displaystyle R_{f,a}(x)=\int \limits _{a}^{x}{{\frac {{\left(x-y\right)^{n}}\cdot f^{(n+1)}(y)}{n!}}\mathrm {d} y}.}
A maradék Lagrange-féle alakja: {\displaystyle R_{f,a}(x)={\frac {\left(x-a\right)^{n+1}}{(n+1)!}}\cdot f^{(n+1)}(c)}, ahol {\displaystyle {c}} az {\displaystyle {a}} és az {\displaystyle {x}} számok közé esik.
A maradék Cauchy-féle alakja: {\displaystyle R_{f,a}(x)={\frac {\left(x-c\right)^{n}\cdot \left(x-a\right)}{n!}}\cdot f^{(n+1)}(c)}, ahol {\displaystyle {c}} az {\displaystyle {a}} és az {\displaystyle {x}} számok közé esik.

## Bizonyítás
Legyen az F függvény meghatározva így:  {\displaystyle {{F}_{\left(y\right)}}={{f}_{\left(y\right)}}+\left(x-y\right)\cdot f_{\left(y\right)}^{'}+...+{\frac {{\left(x-y\right)}^{n}}{n!}}\cdot f_{\left(y\right)}^{n'}}
A függvény "a" és "x" pontbeli értékeiből adódik: {\displaystyle {{f}_{\left(x\right)}}={{f}_{\left(a\right)}}+\left(x-a\right)\cdot f_{\left(a\right)}^{'}+...+{\frac {{\left(x-a\right)}^{n}}{n!}}\cdot f_{\left(a\right)}^{n'}+\left({{F}_{\left(x\right)}}-{{F}_{\left(a\right)}}\right)}
A függvény deriváltjaként {\displaystyle F_{\left(y\right)}^{'}=\left[{\cancel {f_{\left(y\right)}^{'}}}\right]+\left[{\cancel {-1\cdot f_{\left(y\right)}^{'}}}+{\cancel {\left(x-y\right)\cdot f_{\left(y\right)}^{''}}}\right]+...+\left[{\cancel {-{\frac {{\left(x-y\right)}^{n-1}}{\left(n-1\right)!}}\cdot f_{\left(y\right)}^{n'}}}+{\frac {{\left(x-y\right)}^{n}}{n!}}\cdot f_{\left(y\right)}^{n+1'}\right]}
egyszerűsítés után egy rövidebb formát kapunk: {\displaystyle F_{\left(y\right)}^{'}={\frac {{\left(x-y\right)}^{n}}{n!}}\cdot f_{\left(y\right)}^{n+1'}}
vagyis F kifejezhető a következő határozatlan integrállal is: {\displaystyle {{F}_{\left(y\right)}}=\int {{\frac {{{\left(x-y\right)}^{n}}\cdot f_{\left(y\right)}^{\left(n+1\right)'}}{n!}}dy}}
amit a fentiekbe behelyettesítve: kapjuk a Taylor tétel Integtrál alakját:
{\displaystyle {{f}_{\left(x\right)}}={{f}_{\left(a\right)}}+\left(x-a\right)\cdot f_{\left(a\right)}^{'}+...+{\frac {{\left(x-a\right)}^{n}}{n!}}\cdot f_{\left(a\right)}^{n'}+\int \limits _{a}^{x}{{\frac {{{\left(x-y\right)}^{n}}\cdot f_{\left(y\right)}^{\left(n+1\right)'}}{n!}}dy}}

## Lagrange-féle maradék
A Cauchy-féle középértéktételt {\displaystyle {{F}_{\left(x\right)}}-{{F}_{\left(a\right)}}=\left({{G}_{\left(x\right)}}-{{G}_{\left(a\right)}}\right)\cdot {\frac {F_{\left(c\right)}^{'}}{G_{\left(c\right)}^{'}}}}alkalmazva az {\displaystyle {{F}_{\left(y\right)}}} és  {\displaystyle {{G}_{\left(y\right)}}={{\left(x-y\right)}^{n+1}}} függvényekre :
{\displaystyle R={{F}_{\left(x\right)}}-{{F}_{\left(a\right)}}=\left(0-{{\left(x-a\right)}^{n+1}}\right)\cdot {\frac {{\frac {{\left(x-c\right)}^{n}}{n!}}\cdot f_{\left(c\right)}^{n+1'}}{-\left(n+1\right)\cdot {{\left(x-c\right)}^{n}}}}={\frac {{\left(x-a\right)}^{n+1}}{\left(n+1\right)!}}\cdot f_{\left(c\right)}^{n+1'}}
kapjuk a Lagrange féle maradékot: {\displaystyle R={\frac {{\left(x-a\right)}^{n+1}}{\left(n+1\right)!}}\cdot f_{\left(c\right)}^{n+1'}}ahol "{\displaystyle {c}}"  az ({\displaystyle {a}},{\displaystyle {x}}) intervallumon belül van valahol, a középértéktételből adódóan.

## Cauchy-féle maradék
A Cauchy-féle középértéktételt alkalmazva az {\displaystyle {{F}_{\left(y\right)}}} és  {\displaystyle {{G}_{\left(y\right)}}=\left(x-y\right)} függvényekre hasonlóan számolva mint a Lagrange maradéknál,
kapjuk a Cauchy féle maradékot: {\displaystyle R={\frac {{{\left(x-c\right)}^{n}}\cdot \left(x-a\right)}{n!}}\cdot f_{\left(c\right)}^{n+1'}}ahol "{\displaystyle {c}}"  az ({\displaystyle {a}},{\displaystyle {x}}) intervallumon belül van valahol, a középértéktételből adódóan.

## A maradék közelítő értéke
A Cauchy-féle középértéktételt {\displaystyle {{F}_{\left(x\right)}}-{{F}_{\left(a\right)}}=\left({{G}_{\left(x\right)}}-{{G}_{\left(a\right)}}\right)\cdot {\frac {F_{\left(c\right)}^{'}}{G_{\left(c\right)}^{'}}}}alkalmazva az {\displaystyle {{F}_{\left(y\right)}}} és  {\displaystyle {{G}_{\left(y\right)}}=f_{\left(y\right)}^{n'}} függvényekre  az (a,x) intervallumon:
{\displaystyle R={{F}_{\left(x\right)}}-{{F}_{\left(a\right)}}=\left(f_{\left(x\right)}^{n'}-f_{\left(a\right)}^{n'}\right)\cdot {\frac {{\frac {{\left(x-c\right)}^{n}}{n!}}\cdot f_{\left(c\right)}^{n+1'}}{f_{\left(c\right)}^{n+1'}}}={\frac {{\left(x-c\right)}^{n}}{n!}}\cdot \left(f_{\left(x\right)}^{n'}-f_{\left(a\right)}^{n'}\right)}
kapjuk a maradék egy más fajta alakját:
{\displaystyle R={\frac {{\left(x-c\right)}^{n}}{n!}}\cdot \left(f_{\left(x\right)}^{n'}-f_{\left(a\right)}^{n'}\right)}
mejnek segítségvel megadható a maradék közelítő értéke amikor "{\displaystyle {n}}" tart a végtelenbe és {\displaystyle f_{\left(x\right)}^{n-\varepsilon +1'},f_{\left(x\right)}^{n+1'},f_{\left(x\right)}^{n+\varepsilon +1'}\neq 0} az (a,x) intervallumon:
{\displaystyle R={\underset {n\to \infty }{\mathop {\lim } }}\,{\frac {1}{{\frac {1}{\sum \limits _{i=n+1}^{n+\varepsilon }{\frac {{{\left(x-a\right)}^{i}}\cdot f_{\left(a\right)}^{i'}}{i!}}}}-{\frac {1}{\sum \limits _{i=n-\varepsilon +1}^{n}{\frac {{{\left(x-a\right)}^{i}}\cdot f_{\left(a\right)}^{i'}}{i!}}}}}}} ahol {\displaystyle \varepsilon =1,2...}